# Punch-Drunk Love
Punch-Drunk Love är en amerikansk romantisk komedifilm från 2002.

## Handling
Barry Egan driver ett eget företag. Hans sju systrar lägger sig alltid i hans liv, men det verkar snarare bidra till förvirring än vägledning. Han börjar dejta brittiska Lena Leonard, men blir samtidigt trakasserad av en telefonsexlinje som försöker utpressa honom.

## Om filmen
Punch-Drunk Love regisserades av Paul Thomas Anderson, som även skrivit filmens manus och dessutom producerat filmen. Adam Sandler nominerades till en Golden Globe för sin insats i rollen som den förvirrade Barry Egan. 

## Rollista (urval)
- Adam Sandler - Barry Egan
- Emily Watson - Lena Leonard
- Luis Guzmán - Lance
- Rico Bueno - Rico
- Mary Lynn Rajskub - Elizabeth
- Robert Smigel - tandläkaren Walter
- Philip Seymour Hoffman - Dean Trumbell